# Marie-Catherine d'Aulnoy
Marie-Catherine Le Jumel de Barneville, baronka d'Aulnoy, známá též jako Madam d'Aulnoy (1650 nebo 1651, Barneville-la-Bertran – 14. ledna 1705) byla francouzská spisovatelka, jež proslula zejména svými pohádkami. Její sbírka z roku 1697 nazvaná Les Contes des Fées dala celému žánru moderní název (ve velké části jazyků). Obsahovala též první pohádku, ve které se objevila postava zvaná v českém prostředí obvykle "princ Krasoň" nebo krásný princ.

## Život
Narodila se v Normandii do šlechtické rodiny Le Jumel de Barneville. Byla neteří Marie Bruneau des Loges, přítelkyně Françoise de Malherbe a Jeana-Louise Gueze de Balzaca. V roce 1666 byla ve věku patnácti let v domluveném sňatku sezdána s o třicet let starším Françoisem de la Motte, baronem d'Aulnoy, z rodu Vendôme.
Baron byl volnomyšlenkář a známý hazardní hráč. V roce 1669 byl obviněn ze zrady (vystupoval proti daním, jež uvalil králem) dvěma muži, kteří možná byli milenci jeho ženy Marie-Catheriny (tehdy devatenáctileté) a její matky, markýzy de Gadagne. Hrozila mu poprava. Nakonec strávil tři roky v Bastile, než konečně přesvědčil dvůr o své nevině. Popraveni byli naopak oba muži, kteří ho křivě nařkli. Zatykač byl vydán i na markýzu de Gadagne, ale před stráží, která jí přišla zatknout, prchla oknem a skryla se v kostele. Nakonec uprchla do Anglie. Podle některých zdrojů pak pracovala v zahraničí jako francouzská špiónka.
Madam d'Aulnoy proti tomu aférou nebyla nijak postižena a rychle se stala společenskou hvězdou. Vedla ve svém domě na Rue Saint-Benoît salon, který navštěvovali přední aristokraté, včetně jejího blízkého přítele, spisovatele Charlese de Saint-Évremonda. Intriky, do nichž byla zapletena, se podobaly zápletkám jejích knih.

## Dílo
Madam D'Aulnoy vydala dvanáct knih, včetně dvou sbírek pohádek (Les Contes des Fées a Contes Nouveaux, ou Les Fées à la Mode), tří historických románů a tří cestopisných pseudopamětí založených na jejích údajných cestách ke královskému dvoru v Madridu a Londýně. Ačkoli její příběhy byly plagiáty nebo smyšlenky, staly se v její době jejími nejpopulárnějšími díly. Získala i pověst historičky a jako taková byla zvolena členkou padovské Accademia dei Ricovrati, kde byla nazvána jménem múzy historie, Clio. O 150 let později vedlo nové, přísnější pojetí pojmu "historik" k tomu, že její členství bylo prohlášeno za "podvodné".
Historie nakonec docenila zejména její pohádky. Na rozdíl od lidových pohádek bratří Grimmů, kteří se narodili asi o 135 let později, vyprávěla své příběhy spíše konverzačním stylem. Obvyklými postavami byli zvířecí nevěsty a ženichové, jejichž láska musela vždy překonat řadu překážek. Tyto příběhy měly i pikantní pasáže a nebyly zdaleka vhodné pro děti (z moderního hlediska). V Anglii působily nevhodně už v její době, a tak vycházely se značnými úpravami. V Anglii vycházely její knihy pod pseudonymem "Madame Bunch". O umělosti jejích pohádek se vedou spory. Řada badatelů již snesla důkazy, že navzdory očekávání mnohých měla většina jejích pohádek folklórní základ. A řada jí vymyšlených pohádek naopak zlidověla.